# تنهاتر از من
تنهاتر از من عنوان یک فیلم سینمایی است با مضمون اجتماعی در ارتباط با دوره پنجره و پیشگیری قبل از پیدایش HIV با همکاری سازمان مللUN  و وزارت بهداشت ساخته شده‌است. تنهاتر از من با بازی مهدی امینی خواه، فریبا نادری، مهرداد فلاحتگر و الیزابت امینی و تیتراژ زیبایی با صدای فرزاد فرزین اولین فیلم سینمایی در دنیا در ارتباط با دوره پنجره است.

## قصه فیلم
دکتر پزمان با بازی فرید ولی زاده که هنوز چند ساعت از ازدواجش نگذشته نا خواسته در اثر حادثه ای به ویروس HIV آلوده شده و …

## کارگردان
کارگردان: عباس خواجه وند، فرید ولی زاده

### فیلمنامه
نویسنده: کیانوش اسلامی

### گروه تولید
تهیه‌کننده: فرید ولی زاده
محصول: فوژان فیلم

### گروه فیلمبرداری
مدیر فیلمبرداری: محمود اکبری پرست

### گروه صدا
صدابردار: محمد قمی

### گروه تدوین
تدوین: محمد رضا حیدری

## خواننده تیتراژ
آهنگ «پنجره»: فرزاد فرزین